# ピエール・カオ
ピエール・カオ（Pierre Cao, 1937年12月22日 - ）は、ルクセンブルク出身の指揮者、作曲家。

## 概要
デュドランジュの生まれ。1959年から1967年までブリュッセル音楽院で指揮法と作曲を専攻し、1968年にコペンハーゲンで行われたニコライ・マルコ国際指揮者コンクールでは準優勝した。1969年からルクセンブルク放送管弦楽団首席指揮者のルイ・ド・フロマンのアシスタントを務め、ヨーロッパ各地のオーケストラへの客演やレコーディングを通じて名声を確立していった。1980年にフロマンがルクセンブルク放送管弦楽団の座を退くと、ルクセンブルク音楽院で合唱指揮を教えるようになった。1991年にはヨーロッパ合唱研究所を創設し、1999年から2014年までアルシス・ブルゴーニュの音楽監督を務めた。